# Chabaryszcze
Chabaryszcze (ukr. Хабарище) – wieś na Ukrainie, w obwodzie wołyńskim, w rejonie kowelskim, nad Jeziorem Wolańskim. 
Od połowy XIX wieku stosowane były również oboczne nazwy Michalin, Michalino. W II Rzeczypospolitej miejscowość wchodziła w skład gminy wiejskiej Lelików w powiecie kobryńskim, w województwie poleskim. 
Do 2020 w rejonie ratnieńskim.